# Mark Demling
Mark Demling (ur. 4 października 1951 w Saint Louis) – amerykański piłkarz, grający na pozycji obrońcy.

## Kariera piłkarska
Buzz Demling przygodę z piłką nożną rozpoczął w 1958 roku w klubie St. Thomas More w lidze C.Y.C. League. Potem grał w juniorskim zespole St. Philip Neri, z którym w sezonie 1968/1969 zdobył National Junior Cup. Po ukończeniu studiów na St. Louis University High School w 1970 roku grał w latach 1970–1973 w drużynie uniwersyteckiej St. Louis University, z którą w 1971 roku dotarł do finału ligi NCAA, a w 1999 roku został wprowadzony do St. Louis University Hall of Fame.
W 1974 roku rozpoczął profesjonalną karierę zostając zawodnikiem klubu ligi NASL – San Jose Earthquakes, w którym grał do 1978 roku występując w jego barwach w 42 meczach i strzelając 1 bramkę w lidze NASL, a w sezonie 1975 zdobył z halową drużyną halowe wicemistrzostwo tej ligi. Potem w latach 1978–1979 reprezentował barwy San Diego Sockers (13 meczów, 1 gol w NASL). W 1980 roku wrócił do San Jose Earthquakes, jednak w sezonie 1980 rozegrał tylko jeden mecz i odszedł z klubu. Następnie przeszedł do drużyny występującej w rozgrywkach ligi MISL – San Francisco Fog, gdzie w 1981 roku po rozegraniu 35 meczów w lidze MISL zakończył w wieku zaledwie 30 lat piłkarską karierę. Łącznie w lidze NASL rozegrał 56 meczów i strzelił 2 bramki.

## Sukcesy piłkarskie

### St. Philip Neri
- National Junior Cup: 1969

### St. Louis University
- Wicemistrzostwo NCAA: 1971

### San Jose Earthquakes
- Halowe wicemistrzostwo NASL: 1975

## Po zakończeniu kariery
Mark Demling po zakończeniu kariery próbował sił w branży odzieżowej, sprzedając produkty firm Nike i Patrick. Zarządzał także w centrum dystrybucji obuwniczej w Hayward.
Mark Demling udzielał się również jako komentator radiowy i telewizyjny. W 1996 roku został zatrudniony jako komentator meczów drużyny piłkarskiej San Jose Clash.
W 1999 roku Mark Demling trenował juniorską drużynę piłki nożnej plażowej Blach Junior High School w Los Altos, startującą w rozgrywkach Valley Junior High School Athletic League. Dnia 9 maja 2000 roku został trenerem drużyny chłopców St. Francis High School.